# Crassispira callosa
Crassispira callosa is een slakkensoort uit de familie van de Pseudomelatomidae. De wetenschappelijke naam van de soort is voor het eerst geldig gepubliceerd in 1839 door Kiener.